# Мерипілові
Мерипілові (Meripilaceae) — родина базидіомікотових грибів порядку поліпоральні (Polyporales). Гриби цієї родини ростуть на мертвій деревині.

## Класифікація
Станом на квітень 2018 року у родину включають 74 види у 7 родах:
- Grifola
- Henningsia
- Hydnopolyporus
- Meripilus
- Physisporinus
- Pseudonadsoniella
- Rigidoporus